# Al-Sareeh SC
Der al-Sareeh Sports Club (arabisch نادي الصريح الرياضي, DMG Nādī ṣ-Ṣarīḥ ar-riyāḍī) ist ein jordanischer Sportklub mit Sitz in der Stadt Irbid.

## Geschichte
Der Klub wurde am 5. April 1973 gegründet. Nach der Spielzeit 2004/05 stieg die Fußball-Mannschaft des Klubs in die zweite Liga auf. Dort hielt man sich erst einmal im Mittelfeld auf. Nach der Spielzeit 2011/12 gelingt es schließlich über den zweiten Platz der Playoffs um den Aufstieg erstmals in die erste Liga des Landes aufzusteigen. Mit 19 Punkten gelingt anschließend über den zehnten Platz auch der Klassenerhalt. Nach der Runde 2016/17 stieg man dann als Vorletzter erst einmal wieder ab, kehrte jedoch direkt zur Saison 2018/19 wieder zurück. Diesmal hielt man sich jedoch nur bis zum Ende der wiederum darauffolgenden Spielzeit als man wieder als Vorletzter runter musste. Seit der Saison 2022 spielt der Klub wieder in der ersten Liga.

## Erfolge
- Jordanischer Zweitligavizemeister: 2011/12, 2017/18, 2021